# ウィリアム・ド・ラ・ポール (初代サフォーク公)
初代サフォーク公・初代サフォーク侯・第4代サフォーク伯ウィリアム・ド・ラ・ポール（William de la Pole, 1st Duke of Suffolk, 1st Marquess of Suffolk, 4th Earl of Suffolk, KG, 1396年10月16日 - 1450年5月2日）は、百年戦争期のイングランドの主要な司令官の一人であり、後に王室侍従長として国王ヘンリー6世に仕えた貴族である。第2代サフォーク伯マイケル・ド・ラ・ポールとキャサリン・ド・スタッフォードの次男として、サフォークのコットン（Cotton）で生まれた。

## 生涯
若い頃から百年戦争の主戦場であるフランスに従軍しており、1415年にアルフルール包囲戦で重傷を負い、この時に父も病死した。同年のアジャンクールの戦いで兄の第3代サフォーク伯マイケル・ド・ラ・ポールも戦死したため、ウィリアムは爵位を継いで第4代サフォーク伯になった。
1428年のオルレアン包囲戦の際に総司令官ソールズベリー伯トマス・モンタギューが戦死すると、サフォーク伯は後任として総司令官に昇進、シュルーズベリー伯ジョン・タルボット、トーマス・スケールズ、ウィリアム・グラスデールらと共に包囲網の指揮を取った。この包囲網は翌1429年5月にジャンヌ・ダルクらの活躍で壊滅しグラスデールは戦死、サフォーク伯はジャルジョーまで後退するが、攻勢に転じたフランス軍は逆に6月11日からジャルジョー攻城戦を展開し、翌12日に城は陥落、サフォーク伯はフランス軍の捕虜になってしまう。シュルーズベリー伯とスケールズもベッドフォード公ジョンの命令でパリから南下したジョン・ファストルフの援軍と合流したが18日にパテーの戦いで敗れて捕虜となりイングランド軍は撤退、1431年に多額の身代金を払って解放されるまでの2年以上もの間、サフォーク伯はフランス王シャルル7世に捕らえられていた。
保釈されて帰還した彼は国王の侍従になり、当時イングランド国政の中心にいてローマ教皇の信任も厚かったヘンリー・ボーフォート枢機卿と連携するようになる。この時期のサフォーク伯の最大の功績は1444年にヘンリー6世の妃としてマーガレット・オブ・アンジューを迎えるための交渉をまとめ上げた事であり、同年にこの功績で彼はサフォーク侯に昇進する。サフォーク侯自身は1430年11月11日にアリス・チョーサーと結婚、これが縁で1445年に生前義父が務めていたウォリングフォード城の城主に就任、アリスがボーフォート枢機卿の母方の従姪でもあったことからボーフォート派の領袖となっていった。
1447年にグロスター公ハンフリーとボーフォート枢機卿が亡くなると、残ったサフォーク侯がヘンリー6世政権の陰の実力者になった。さっそく彼は自分自身を王室侍従長や海軍司令長官等の要職に任命、同年にペンブルック伯に列せられた上、翌1448年にはサフォーク公に列せられた。人事でも権勢拡大を目論み、1445年にボーフォート枢機卿の甥に当たるサマセット公エドムンド・ボーフォートをノルマンディー総督に起用、反対派のヨーク公リチャードを1447年にアイルランド総督として遠ざけ、他の大貴族の発言権も縮小させた。更に、一人息子ジョンとサマセット公の姪マーガレット・ボーフォートを婚約させボーフォート家との連携を強化、事実上政権を掌握したサフォーク公はヘンリー6世とマーガレット夫妻の信任の下で権勢を振るった。
だが、こうした専制体制は抗戦派は元より大貴族、議会や国王側近など多くの反感を買い、1444年の結婚でフランスとの和睦を図りトゥール条約を結んだ際にメーヌ・アンジューをフランスへ渡す条件が1447年に暴露、非難された。ノルマンディーの入植者からも和睦と引き換えに大陸領を犠牲にするサフォーク公の姿勢に不満が相次ぎ、抗戦派のヨーク公に対する期待が高まっていった。
更に、続く3年間の北フランス戦線は完敗状態であり、1448年3月にル・マンをフランス軍に奪われ、サフォーク公は何とか休戦交渉を妥結すべく努力したが、1449年3月にフージェールが大陸のイングランド軍の独走で落とされるとフランスが報復しノルマンディー征服作戦を展開、ノルマンディー方面の重要拠点ルーアンもフランス軍の猛攻を前に11月4日に陥落してしまった。この大敗戦によるサフォーク公の権威失墜は免れず、1450年1月28日に逮捕されロンドン塔に収監される。3月に彼は5年間追放の刑に処され、4月30日にイングランドを去ったが、追放先に向かうフランスへの船旅の最中に待ち伏せによって5月2日に暗殺された。この殺害がイングランド内の反対派によるものなのか、それともフランス軍によるものなのか、事実は謎のままである。サフォーク公が失脚した後の4月15日に大陸のイングランド軍はフォルミニーの戦いでフランス軍に大敗、ノルマンディーの残りの領土も全てフランス軍に奪い去られ、百年戦争はフランスの勝利が決定的となった。
遺体はサフォーク州のウィンフィールドに返還され、ウィンフィールド大学の教会内に埋葬された。サフォーク公の死後、サマセット公が代わってヘンリー6世の側近となったが、ジャック・ケイドの反乱やアイルランドから帰還したヨーク公の政府弾劾、ヘンリー6世の精神障害など政局は不安定で大陸の戦況も覆せず、百年戦争はイングランドの敗戦となり、側近政治の不満もあって薔薇戦争が勃発した。息子ジョンは後に第2代サフォーク公になった。

## 子女
アリス・チョーサーとの間に1男を儲けた。
- ジョン（1442年 - 1491年/1492年）

またジョーン（1430年頃 - 1494年）という庶子があり、1450年以前にトマス・ストナーと結婚した。